# Sarah-Jeanne Labrosse
Sarah-Jeanne Labrosse (Montreal, Quebec, 16 de agosto de 1991) es una actriz canadiense conocida por interpretar el papel de Marie-Jeanne Gagnon en la película Aurore junto a la actriz canadiense Marianne Fortier.

## Filmografía
- 1997: Le Volcan Tranquille (serie de T.V)
- 2003: Summer With the Ghosts: Caroline
- 2004: 15\Love: Sunny Capuduca (3ª estación)
- 2005: Aurore: Marie-Jeanne Gagnon (12 Años)
- 2005: Human trafficking (T.V) Annie Gray
- 2006: Bon Cop, Bad Cop: Gabrielle
- 2007: Nos Etes:Lison Bellesiles
- 2007: Eastern Promises: Tatiana
- 2009: The Trotsky: The School Girl
- 2010: Piche: Entre Ciel Et Terre: Genevieve Piche
- 2011: Starbuck: Julie
- 2011: Le gentleman: Nadia Ouellet
- 2011: 30 Vies: Annie-Jade Tremblay
- 2012: Sandra: Sandra
- 2012-15: Unité 9: Laurence Belleau
- 2013: L'appart du 5e: Clara
- 2014: C'est plus facile de liker que dire je t'aime: Clara
- 2014: Yamaska: The Girl
- 2014: Féminin/Féminin: Julie
- 2015: Le chalet: Sarah
- 2015: Mensonges: Mercedes Torres
- 2015: Madame Lebrun: Geneviève
- 2016: Real Detective: Pam
- 2016: Les Pays d'en Haut: Donalda Laloge
- 2017: Un jour mon prince!: Blondine
- 2017: Bon Cop, Bad Cop 2: Gabrielle
- 2018: The Death and Life of John F. Donovan: Moira's assistant